# Shōkū
Shōkū (証空) (30 novembre 1177 - 24 décembre 1247), parfois appelé 西山 (Seizan), est un disciple de Hōnen, fondateur de la secte bouddhiste jōdo-shū. Shōkū plus tard succède à un autre disciple de Hōnen, Jōhen à la tête d'un ancien temple bouddhiste shingon, Eikandō, établit une branche distincte du Jōdo-shū appelée la branche seizan (d'après son nom de substitution) et termine la transition du Eikandō d'un temple shingon en un temple jōdo shū.

## Biographie
Selon la biographie du temple, Shōkū est né dans une famille noble mais à l'âge de 14 ans s'intéresse au bouddhisme. Selon une légende, sa mère se tient devant un pont célèbre pour se faire dire son destin. À ce moment, un moine passe en chantant le sūtra du Lotus et la convainc qu'il doit devenir prêtre. À compter de ce jour, Shōkū étudie auprès de Hōnen pendant 23 ans. Il devient plus tard disciple de Jōhen qui s'est récemment éloigné de la foi shingon pour embrasser la foi jōdo-shū et convertit ensuite le Eikan-dō. Plus tard Shōkū devient chef de ce temple et le convertit entièrement en un temple jōdo shū et fonde la branche seizan.
Après la mort de Hōnen, Shōkū étudie aussi le tendai et le shingon ésotérique en mettant l'accent sur les enseignements et les pratiques du bouddhisme de la Terre Pure. Il écrit un commentaire détaillé du Taima Mandala à l'invitation du prêtre en chef du temple Taima-dera.
La biographie de temple mentionne que Shōkū est très engagé dans son étude et sa pratique, et récite le nembutsu jusqu'à 60 000 fois par jour, en plus d'autres pratiques ascétiques. Shōkū désigne sa pratique du nembutsu comme Shiraki no Nembutsu, ce qui signifie qu'après avoir beaucoup étudié les sūtras et s'être engagé dans d'autres pratiques bouddhistes, le croyant doit alors réciter le nembutsu avec tout cœur. Cela fait écho aux paroles de Hōnen selon lesquelles on doit étudier les enseignements bouddhistes mais revenir à l'humble soi pour être sauvé par Amida Bouddha.
Cette approche du bouddhisme de la Terre Pure remporte la faveur des sectes tendai établies et ainsi Shōkū est l'un des rares disciples de Hōnen qui n'est pas exilé ou exécuté en 1227, au cours de la persécution Karoku.

## Source de la traduction
- (en) Cet article est partiellement ou en totalité issu de l’article de Wikipédia en anglais intitulé « Shōkū » (voir la liste des auteurs).